# 白俄羅斯語傳統正寫法
白俄羅斯語傳統正寫法（羅馬化：tarashkyevitsa / klyasychny pravapis，發音：[taraʂˈkʲɛvʲit͡sa]）是白俄罗斯语正寫法的一種變體，1918年，布拉尼斯拉夫·塔拉什克维奇對其进行规范化，之後傳統拼寫法在白俄罗斯具有官方地位，1933年白俄罗斯實行正寫法改革，白俄羅斯語傳統正寫法失去了官方地位。此後在白俄羅斯，傳統正寫法只有在非正式場合下使用，不過居住在白俄羅斯以外的白俄罗斯侨民依然會使用傳統正寫法。

## 另見
- 俄白語